# اس‌اس وگا (۱۸۷۲)
اس‌اس وگا (۱۸۷۲) (به انگلیسی: SS Vega (1872)) یک کشتی است که طول آن 150 ft. می‌باشد. این کشتی در سال ۱۸۷۲ ساخته شد.